# Ансбах (район)
Ансбах (нем. Ansbach) — район в Германии. Центр района — город Ансбах. Район входит в землю Бавария. Подчинён административному округу Средняя Франкония. Занимает площадь 1972 км². Население — 184 419 чел. Плотность населения — 94 человека/км². Официальный код района — 09 5 71.
Район подразделяется на 58 общин.

## Города и общины
Городские общины
1. Вассертрюдинген (6 177)
2. Виндсбах (6 182)
3. Вольфрамс-Эшенбах (2 881)
4. Динкельсбюль (11 687)
5. Лойтерсхаузен (5 615)
6. Меркендорф (2 822)
7. Орнбау (1 703)
8. Ротенбург-об-дер-Таубер (11 314)
9. Фойхтванген (12 225)
10. Хайльсбронн (9 376)
11. Херриден (7 718)
12. Шиллингсфюрст (2 840)

Ярмарочные общины
1. Арберг (2 282)
2. Беххофен (6 286)
3. Вайденбах (2 189)
4. Вайльтинген (1 371)
5. Дентлайн-ам-Форст (2 496)
6. Дитенхофен (5 660)
7. Домбюль (1 728)
8. Дюррванген (2 634)
9. Кольмберг (2 172)
10. Лерберг (3 137)
11. Лихтенау (3 791)
12. Флаксланден (2 521)
13. Шопфлох (2 932)

Сельские общины
1. Адельсхофен (961)
2. Аурах (3 000)
3. Бруккберг (1 360)
4. Бургобербах (3 375)
5. Бурк (1 200)
6. Бух-ам-Вальд (974)
7. Вайенцелль (2 847)
8. Веттринген (969)
9. Вёрниц (1 635)
10. Визет (1 449)
11. Вильбургштеттен (2 142)
12. Виндельсбах (1 047)
13. Виттельсхофен (1 279)
14. Гебзаттель (1 844)
15. Герольфинген (1 054)
16. Геслау (1 402)
17. Дибах (1 134)
18. Заксен-бай-Ансбах (3 287)
19. Инзинген (1 124)
20. Лангфурт (2 181)
21. Мёнхсрот (1 630)
22. Миттельэшенбах (1 589)
23. Нойендеттельзау (7 854)
24. Нойзиц (2 022)
25. Обердахштеттен (1 719)
26. Оренбах (655)
27. Петерзаурах (5 097)
28. Рёккинген (774)
29. Рюгланд (1 242)
30. Унтершванинген (908)
31. Шнелльдорф (3 577)
32. Штайнсфельд (1 290)
33. Эинген (2 059)

Административные сообщества
1. Вайенцелль
2. Вильбургштеттен
3. Вольфрамс-Эшенбах
4. Дентлайн-ам-Форст
5. Ротенбург-об-дер-Таубер
6. Трисдорф
7. Хессельберг
8. Шиллингсфюрст

## Население
По оценке на 31 декабря 2015 года население района Ансбах составляет 181 314 чел. 

| Дата      | 1840   | 1871   | 1900   | 1925   | 1939   | 1950   | 1961   | 1970   | 1987   | 2011   |
| --------- | ------ | ------ | ------ | ------ | ------ | ------ | ------ | ------ | ------ | ------ |
| Население | 111153 | 114635 | 116024 | 120488 | 117077 | 168909 | 149022 | 155809 | 157632 | 178353 |

| Год       | 1960   | 1970   | 1980   | 1990   | 2000   | 2009   | 2010   | 2011   | 2012   | 2013   | 2014   | 2015   |
| --------- | ------ | ------ | ------ | ------ | ------ | ------ | ------ | ------ | ------ | ------ | ------ | ------ |
| Население | 146887 | 155981 | 155402 | 165301 | 183207 | 180719 | 179925 | 178262 | 178289 | 178914 | 179419 | 181314 |